# Asana

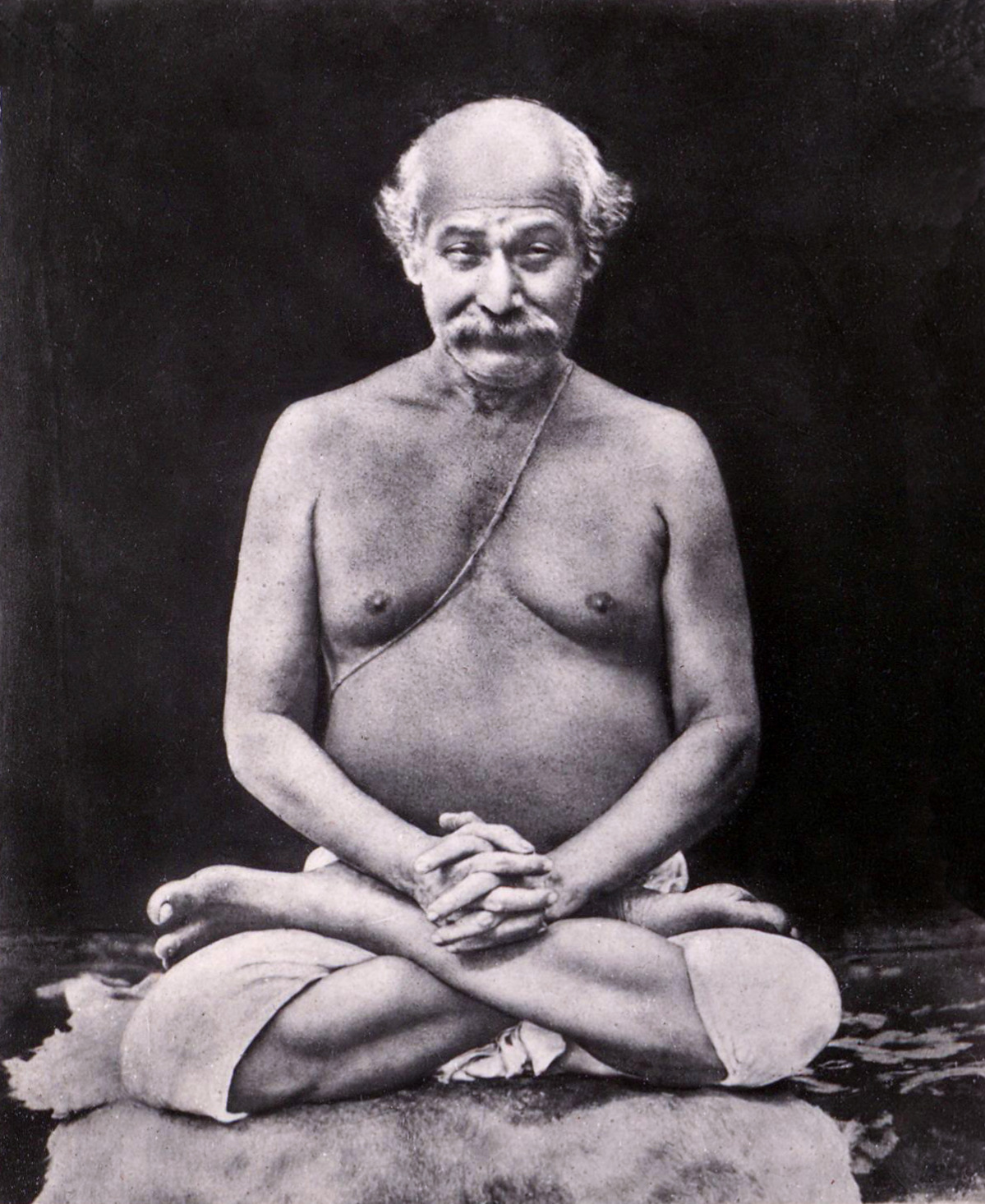
Fotografía de un yogui, llamado Lahiri Mahāśaya, realizando la «postura del loto» (padmāsana).

En el ámbito del yoga, se denomina āsana (en sánscrito आसन, pronunciado originalmente /ásana/ pero actualmente también /asána/) a cada una de las distintas ‘posturas corporales’ que tienen como objetivo actuar sobre el cuerpo y la mente.
Las claves de su práctica son la lentitud de movimientos (a la hora de hacer y deshacer el āsana), la fase estática (o de mantenimiento de la misma), la respiración lenta, consciente y dirigida, y la atención mental en estado de alerta, y receptivo a lo que está sucediendo.
Un ejemplo de una secuencia de āsanas es el saludo al sol.

## Perspectiva histórica

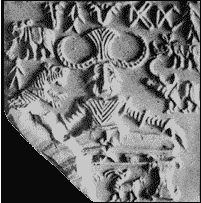
Fotografía del libro Mohenjo Daro and the Indus Civilization (del arqueólogo británico sir John Marshall; Londres, 1931) que muestra un sello de arcilla de la civilización del valle del Indo.

Los āsanas han acompañado al yoga desde antes de que Patañjali las estudiara en sus Yoga sūtras. Debido a que los textos sánscritos carecen de cronología, se desconoce exactamente cuándo los habitantes del subcontinente índico comenzaron a realizar meditación con posturas físicas.
En 1931, el arqueólogo británico sir John Marshall descubrió en Mojensho Daro (Pakistán) el Sello Pashupati realizado en esteatita, posiblemente realizado en el siglo XVII a. C. de la cultura del valle del Indo, con una criatura antropomorfa con cuernos en una posición sentada con las piernas cruzadas. La similitud de esta postura con una āsana ha llevado a pensar a algunos escritores occidentales que en dicha cultura se conocía el yoga.
Durante siglos las āsanas han permanecido esencialmente invariantes a pesar de la naturaleza oral de su enseñanza.[cita requerida] En enero de 2008, la Biblioteca Digital de Conocimiento Tradicional (TKDL por sus siglas en inglés), una base de datos elaborada por científicos de la India, comenzó el registro de cientos de posturas de yoga para declararlas «propiedad pública» y evitar así que sean patentadas con fines lucrativos.

## Objetivo y práctica
En el Yoga sūtra, Patañjali dice de āsana:

sthira sukham āsanam

prayatna śaithilya ananta samāpattibhyām

tataḥ dvandvāḥ anabhighātaḥ
Yoga sūtra II.46-48

Aunque admite numerosas interpretaciones, una traducción podría ser: «Āsana debe ser firme y gozosa / el esfuerzo se vuelve no-esfuerzo y se alcanza lo eterno / entonces las dualidades cesan».
Ejecutada correctamente, la postura estabiliza no solo el cuerpo sino la mente, trayendo al practicante al momento presente, libre de la preocupación por el pasado o el futuro.
Las āsanas aseguran un físico fuerte y elástico, pero su efectividad radica en la capacidad para domar la mente mediante la disciplina. A diferencia del deportista que solo cuida su cuerpo, el yogui presta atención a la mente que acompaña a la acción durante la āsana. Es un proceso de sensibilización gradual durante el cual la consciencia debe empapar cada miembro, órgano y tejido. Según sus practicantes, solo volcado completamente en la ejecución de una āsana la mente se tranquiliza y «las dualidades cesan».
Āsana es el tercero de los ocho miembros del Aṣṭāṅga yoga y se considera fundamental para progresar en prāṇāyāma (ejercicios de respiración). A diferencia de otras técnicas espirituales, puede producir beneficios inmediatos sobre la salud del iniciado.

## Efectos

### Uso muscular
Un estudio de 2014 indicó que diferentes asanas activaban grupos particulares de músculos, variando según la habilidad de los practicantes, desde principiantes hasta instructores. Las once asanas de las secuencias A y B de Surya Namaskar (de Ashtanga Vinyasa Yoga) fueron realizadas por principiantes, practicantes avanzados e instructores. La activación de 14 grupos de músculos se midió con electrodos colocados en la piel sobre los músculos. Entre los hallazgos, los principiantes utilizaron los músculos pectorales más que los instructores, mientras que los instructores utilizaron los músculos deltoides más que otros practicantes, así como el vasto medial (que estabiliza la rodilla). La instructora de yoga Grace Bullock escribe que tales patrones de activación sugieren que la práctica de asanas aumenta la conciencia del cuerpo y los patrones en los que participan los músculos, haciendo que el ejercicio sea más beneficioso y seguro.

### Beneficios
Las asanas se han popularizado en el mundo occidental por afirmaciones sobre sus beneficios para la salud, mediante los efectos físicos y psicológicos del ejercicio y los estiramientos en el cuerpo. William J. Broad revisó la historia de tales afirmaciones en su libro de 2012. La ciencia del yoga. Broad sostiene que si bien las afirmaciones sobre la salud del yoga comenzaron como una postura nacionalista hindú. 

## Āsanasmás importantes
- Padmāsana o «postura del loto»

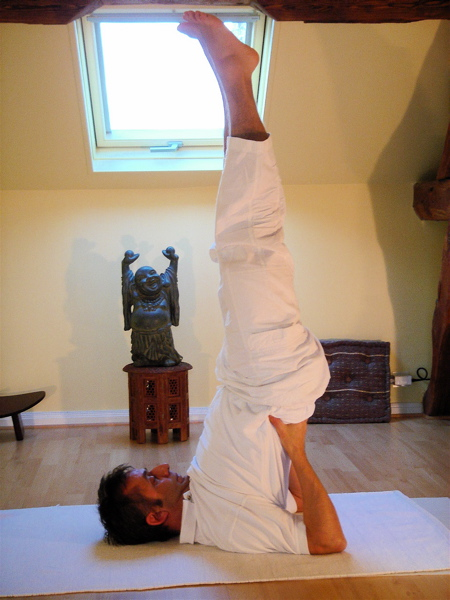
Sālamba sarvāṅgāsana o «postura de la vela».

- Sālamba sarvāṅgāsana o «postura de la vela»
- Sālamba śīrṣāsana o «postura sobre la cabeza»
- Bhujangasana o «postura de la cobra»